# IAS ECC
Pour les articles homonymes, voir IAS.
L'IAS-ECC (sigle de l'anglais Identification-Authentification-Signature European-Citizen-Card) est une norme française écrite par l'Agence nationale des titres sécurisés (ANTS) et le Gixel, groupe d'industriels spécialisés dans les cartes à puce, pour la mise en place d'une carte d'identité électronique (e-ID). Elle permet par ailleurs de fournir des services cryptographiques, tels que l'identification, l'authentification et la signature (IAS).
Elle provient de la mise aux normes européennes (ECC - European Citizen Card) de la norme française IAS écrite par la DGME, appelée aujourd'hui IAS Premium.
La protection des données de la Carte Vitale 2 repose sur la première version de cette norme.
La norme IAS-ECC permet l'interopérabilité des cartes e-Services au niveau européen.
Le standard est supporté par le drivers IASECC du projet opensource « opensource OpenSC ».